# Bernd Feininger
Bernd Feininger (* 11. August 1948 in Ettlingen) ist ein deutscher römisch-katholischer Theologe, Religionswissenschaftler und -pädagoge, Judaist und Orientalist.

## Leben
Feininger studierte in Freiburg/Br. und in Paris Katholische Theologie, Judaistik, Germanistik und Religionspädagogik und -geschichte.
Seit 1990 war er Professor am Institut für evangelische und katholische Theologie und Religionspädagogik an der Pädagogischen Hochschule Freiburg. In diesem Zusammenhang war er u. a. verantwortlich für den Aufbau des Studienfaches Islamische Theologie / Religionspädagogik. Er arbeitete unter anderem in der Lehrerausbildung für das Land Baden-Württemberg.
Nach der Promotion war er im Referendariat und im Schuldienst Professor an der Katholischen Fachhochschule Freiburg im Fachbereich Religionspädagogik. Er war Prodekan der Fakultät III vom Wintersemester 2000 bis Ende Sommersemester 2004 und vom Wintersemester 04/05 bis Wintersemester 10/11. Feininger war Dekan der Fakultät III für Sozial- und Naturwissenschaften an der Pädagogischen Hochschule Freiburg. Seit dem Sommersemester 2010 war er verantwortlich für das Erweiterungsfach Islamische Religionspädagogik an der PH Freiburg. Seit 2013 ist Feininger emeritiert, arbeitet jedoch weiter mit Lehraufträgen und in der Betreuung von Promotionsprojekten in der Islamischen Religionspädagogik an den Pädagogischen Hochschulen in Freiburg und Karlsruhe.

## Forschungsschwerpunkte
- Bibel, insbesondere das Alte Testament
- Religionsgeschichte bzw. -wissenschaft
- Fundamentaltheologie
- Islamische Religionspädagogik
- Judaistik

## Mitgliedschaften
- Gesellschaft für christlich-jüdische Zusammenarbeit Freiburg
- Martin Buber Gesellschaft
- Verband Deutscher Judaisten sowie in der Deutschen Vereinigung für Religionswissenschaft DVRW.
- Freundeskreis Freiburg-Isfahan sowie in der Deutsch-Jemenitischen Gesellschaft und der Deutsch-Omanischen.
- Seit Juli 2014 erster Vorsitzender des Franziskanischen Werkes.
- Ritterorden vom Heiligen Grab zu Jerusalem

## Werke

### Herausgeberschaft
- Herausgeberschaft (gemeinsam mit R. Wunderlich): Religionspädagogische Reihe "Übergänge" Bd. II: Übergänge in das Studium der Theologie / Religionspädagogik. Frkft./M. 2002.
- Wunderlich, R. / Feininger, B. (Hg.): Übergänge in das Studium der Theologie / Religionspädagogik. Vollständig überarbeitete und durch aktuelle Beiträge erweiterte Neuausgabe 2008.
- Claudia Alsleben-Baumann: Synagoga. Typologien eines christlich kultivierten Antijudaismus. Einsichten und Auswege im Fokus anamnetischer Religionspädagogik. 2009
- Georg Wagensommer: How to teach the Holocaust. Didaktische Leitlinien und empirische Forschung zur Religionspädagogik nach Auschwitz. 2009
- Udo Hildenbrand: Das Einheitsgesangbuch GOTTESLOB. Eine theologische Analyse der Lied- und Gesangtexte in ekklesiologischer Perspektive. 2009
- Karin Lange: „Und am Morgen Freude“. Die Texte unserer Gedanken und Empfindungen. 20 Thesen zur Textlinguistik nach Wilhelm von Humboldt am Beispiel von Psalm 4. 2009.
- Vergegenwärtigung der Vergangenheit. Zur Notwendigkeit einer am Judentum orientierten christlichen Erinnerungskultur. Festgabe für Joachim Maier. Herausgegeben von Angelika Strotmann, Regine Oberle und Dominik Bertrand-Pfaff. 2010.
- Sarah Ruth Pohl: Externe und Interne Beobachtungen und Aussagen zur Erziehung in einem geschlossenen religiösen System am Beispiel der Zeugen Jehovas. 2010.
- Regine Oberle: Universitäre Religionslehrer/innen – Ausbildung im Spannungsfeld von Konfessionalität und Ökumene. Eine empirisch-qualitative Untersuchung aus der Sicht der Lehrenden. 2010.
- Bernd Feininger / Bernd Steinhoff (Hrsg.): Orte – Worte – Wege. Beiträge zu Kultur, Altern und Lernen. 2010.
- Georg Wagensommer: Leben im Totenreich. Archäologische Befunde, biblische Texte und eine dokumentarische Bildinterpretation. 2010.
- Daniela Bayer-Wied: Ökumenisch ja, aber bitte getrennt? Konfessionelle Kooperation in der Grundschule. 2011.
- Schwendemann, Wilhelm: Reformation und Humanismus. Philipp Melanchthon und Johannes Calvin. 2013.

### Buchbeiträge (Auswahl)
- Martin Buber und seine Pädagogik als Basistheorie der Persönlichkeitsbildung. Vorwort zu Christoph Röckelein, Pedaktik 2. Auflage, S. 7–16, Berlin, sine causa Verlag. (2009)
- Wer sich Gedanken über den Anfang macht …Schöpfung im Ersten Testament. In: Schöpfung u. Naturwissenschaft. Theologische, didaktische und spirituelle Impulse, hrsg. vom Institut für Religionspädagogik der Erzdiözese Freiburg in der Reihe Information u. Material 1 / 2012, S. 12–20. (2012)
- Josef: Spiegel des Lebens durch die Jahrhunderte. In: Josef und seine Brüder. Schuld und Versöhnung, hrsg. vom Institut für Religionspädagogik der Erzdiözese Freiburg in der Reihe IRP Lernimpulse, S. 4–15. (2012)
- Aspekte der göttlichen Dreiheit in der Religionsgeschichte. In: Gott, der Dreifaltig – Eine, hrsg. vom Institut für Religionspädagogik der Erzdiözese Freiburg in der Reihe Information u. Material 2 / 2012, S. 11–13. (2012)
- Feininger, B. / Riedl, Hermann: „Wundervoll“: Die Bibel verstehen. In: Leben gestalten 3. Unterrichtswerk für den Kath. Religionsunterricht am Gymnasium Ausgabe Süd 9 / 10, hrsg. von Markus Tomberg. Stuttgart: Klett, S. 7–26. (2012)
- „Wundervoll“: die Bibel verstehen. In: Leben gestalten 2. Unterrichtswerk für den Kath. Religionsunterricht am Gymnasium Ausgabe Nord 7.–9. Jahrgangsstufe, hrsg. von Markus Tomberg. Stuttgart: Klett, S. 156–174. (2012)
- In Your Light do we see the light. God's invisible reality and Monotheism. Lecture by Prof. Dr. Feininger at Sultan Qaboos Grand Mosque, Muscat, 13. Februar 2011, 21. S. Internet-Publikation: online (2011)
- Zwischen Klöstern und Kreuzzügen. Kirche im Mittelalter. In: Leben gestalten 2. Unterrichtswerk für den Kath. Religionsunterricht am Gymnasium Ausgabe Süd 7/8, hrsg. von Markus Tomberg. Stuttgart: Klett, S. 72–94. (2011)